# 托雷努埃瓦
托雷努埃瓦，是西班牙卡斯蒂利亚-拉曼恰雷阿尔城省的一个市镇。 总面积142平方公里，总人口3189人（2001年），人口密度22人/平方公里。